# Philippe Boxho
Philippe Boxho, né le 15 juin 1965 à Liège, est un médecin légiste et possesseur d'une licence en criminologie auteur de livres à succès.   
Il est également connu pour ses passages dans l'émission Legend de Guillaume Pley, qui ont chacun fait l'objet de nombreux visionnages sur la plateforme YouTube. Avec succès, Philippe Boxho écoule en 2024 autant de livres qu’Amélie Nothomb ou Éric-Emmanuel Schmitt.   

## Biographie

### Formation
Catholique dans sa jeunesse, il souhaite initialement devenir prêtre mais, lors d'un séjour à Lourdes à l'été 1983, l'évêque de son diocèse, Guillaume-Marie van Zuylen, lui conseille plutôt de se lancer dans des études à l'université. Hésitant initialement entre le droit et la médecine, il opte finalement pour la seconde option,. Il décide de s'orienter vers la médecine légale à la suite d'un stage à l'Institut de médecine légale de l'université de Liège en 1987 : « J’ai rencontré le professeur Armand André, qui le dirigeait. Dans les années 90, le professeur Brahy a succédé au professeur Armand André. En 1991, le professeur Brahy m’a proposé de venir au service de médecine légale ». Il étudie la médecine générale en parallèle de la médecine légale jusqu'en 1993, année d'obtention de sa licence en médecine d'expertise. En 1996, il obtient une licence en criminologie. Il est également diplômé en anthropologie judiciaire du Smithsonian Institute et de l'université de Leyde.  

### Carrière
Il effectue la majeure partie de sa carrière dans les provinces de Liège et du Luxembourg belge, réalisant environ 6 000 examens de cadavres, plus de 4 000 autopsies (entre 2 000 et 2 800 selon une première déclaration, et 4 000 dans son 3e passage dans l'émission Legend en juillet 2024) et plus de 300 interventions devant des cours d'assises,. Il est notamment sollicité sur les affaires de la catastrophe de Stavelot, de l'assassinat de Stacy et Nathalie (qu'il qualifie de « pire meurtre » qu'il a connu), de la catastrophe de la rue Léopold, de la tuerie de la place Saint-Lambert et de l'attaque du boulevard d'Avroy,.
Depuis la rentrée 2001, il enseigne en tant que professeur docteur à l'Université de Liège (ULiège), dont il dirige également l'Institut de médecine légale,. 
En septembre 2010, il est élu président de l'École liégeoise de Criminologie Jean Constant avec prise de fonctions le 1er octobre.
Le 26 octobre 2013, il est élu membre de l'académie royale de médecine de Belgique. 
Le 20 juin 2020, il est élu vice-président francophone du Conseil National de l'Ordre des médecins de Belgique. Le 24 janvier 2022, il annonce sa démission, effective à partir du 31 mars. 
Le 19 octobre 2022, il est élu président du Conseil d'administration du CHU de Liège, poste qu'il quitte en juin 2025 à la fin de son mandat, ne souhaitant pas le renouveler,. 
Le 21 mars 2025, il fait sa première apparition en tant que sociétaire de l'émission Les Grosses Têtes animée par Laurent Ruquier. 

#### Auteur à succès
En juin 2021, la RTBF met en ligne une vidéo où Philippe Boxho est interviewé et raconte trois anecdotes de ses plus folles autopsies. La vidéo réalise un succès avec plus de 9,7 millions de vues. Il est alors contacté par la maison d'édition Kennes. Philippe Boxho rédige alors un premier roman, Les morts ont la parole, où il raconte des anecdotes sur ses autopsies. Il romance les histoires, pour éviter qu'on puisse reconnaître les gens, mais « la trame médico-légale est toujours vraie ».
En 2023-2024, ses livres Les morts ont la parole et Entretien avec un cadavre, son second livre, rencontrent un succès important à la suite de ses passages dans l'émission Legend de Guillaume Pley, chacun totalisant plusieurs millions de visionnages,,,,,. Les ventes de ces livres (230 000 pour le premier, 230 000 pour le deuxième) évitent de justesse la faillite à son éditeur,. Son troisième livre, La mort en face, sort fin août 2024 et est tiré à 300 000 exemplaires et sera traduit dans plus de 30 langues. Sa maison d'édition précise « il représente de loin le plus gros carton d’un Belge ces dix dernières années. Il a vendu autant de livres cette année qu’Amélie Nothomb ou Éric-Emmanuel Schmitt ».
Dans le sillage de son succès, il est victime d'usurpation d'identité sur internet. Le 28 mars 2024, il est élu « Liégeois de l'année 2023 » dans la catégorie Citoyenneté par les lecteurs de La Meuse,,.

## Vie privée
Philippe Boxho est divorcé et père de trois enfants. Il s'est remarié en 2021,. 

## Distinctions
Philippe Boxho est fait citoyen d'honneur de la ville de Liège en 2024. Il est nommé « Belge de l’année » lors des Ciné-Télé-Revue Awards 2024 après le vote de près de 600 000 personnes.

## Publications

### Livres
- Déontologie du médecin (préf. Benoît Dejemeppe), Limal, Anthemis, 17 mai 2022, 262 p. (ISBN 978-2-8072-0878-0)
- Les morts ont la parole, Loverval, Kennes, coll. « Société », 1er juin 2022, 190 p. (ISBN 978-2-38075-697-5).
- Entretien avec un cadavre : Un médecin légiste fait parler les morts, Gerpinnes, Kennes, 14 juin 2023, 216 p. (ISBN 978-2-38075-905-1, OCLC 1392169253)
- La mort en face : Philippe Boxho, médecin légiste, fait parler les cadavres. Âmes sensibles s’abstenir !, Gerpinnes, Kennes, 21 août 2024, 216 p. (ISBN 9782380759785, EAN 9782380759785)

### Chapitres
- « Aspects médico-légaux des drogues », dans Manuel de la Police, Kluwer, décembre 2001, p. 188-203
- « Médecine légale », dans Anne Leriche, La criminalistique : Du mythe à la réalité quotidienne, Bruxelles, Kluwer, 2002, 414 p. (ISBN 9789059382626, OCLC 1400433541)
- « Conduite automobile, alcool, médicaments et substances psychotropes », dans La conduite sous influence, Bruxelles, Kluwer, 2002, 132 p. (OCLC 1400527078)

### Articles
- « La pratique de la mise en observation psychiatrique », Revue Médicale de Liège, Liège, Hôpital de Bavière, vol. 52,‎ 1996, p. 345-351 (ISSN 0370-629X, PMID 9273636, hdl 2268/57798, lire en ligne)
- « L'abus de prescription des substances soporifiques, stupéfiantes ou psychotropes », Revue Médicale de Liège, Liège, Hôpital de Bavière, vol. 54,‎ 1999, p. 814-818 (ISSN 0370-629X, PMID 10605317, hdl 2268/57808, lire en ligne)
- « Loi de protection des malades mentaux. La mise en observation psychiatrique », L'Observatoire, Liège, vol. 21,‎ 1999, p. 26-31 (ISSN 0779-3677, hdl 2268/57803, lire en ligne)
- « La notion d'incapacité de travail personnel », Revue de Droit Pénal et de Criminologie, Bruxelles, La Charte, vol. 1,‎ 1999, p. 67-84 (ISSN 0035-4384, hdl 2268/57806, lire en ligne)
- « Application de la loi de protection du malade mental du 26 juin 1990 au parquet de Liège durant l'année 1994 », Journal des Juges de Paix et de Police, Bruxelles, La Charte, vol. 3,‎ mars 1999, p. 88-107 (ISSN 0035-4384, hdl 2268/57807, lire en ligne)
- « La loi de protection du malade mental du 26 juin 1990. Présentation et jurisprudence », Journal des Juges de Paix et de Police, Bruxelles, La Charte, vol. 12,‎ décembre 1999, p. 414-435 (ISSN 1373-0487, hdl 2268/57809, lire en ligne)
- Avec Jean-Pol Beauthier, Jean-Marie Crèvecœur, Marcel Leclercq, Philippe Lefèvre et Luc Vogels, « Mission du team belge au Kosovo  : Science et Justice à la rencontre du drame humain Premiers résultats », Biométrie Humaine et Anthropologie, vol. 18, nos 1/2,‎ 2000, p. 43-48 (ISSN 1279-7863, hdl /2268/57813, lire en ligne)
- « Pratique de la mise en observation psychiatrique », Bulletin d'information du Conseil provincial de Liège de l'Ordre des Médecins,‎ 2000
- « Onze ans de responsabilité médicale pénale sur le ressort de la Cour d'appel de Liège du 01.01.1985 au 31.12.1995 », Journal de Médecine Légale, Droit Médical, Paris, Masson, vol. 78/43,‎ 2000, p. 601-616 (ISSN 0249-6208, hdl 2268/57797, lire en ligne)
- « Le coup de la fourchette », Journal de Médecine Légale, Paris, Masson, vol. 43, no 2,‎ mars 2000, p. 121-125 (ISSN 0249-6208, hdl 2268/57186, lire en ligne)
- « La responsabilité pénale du médecin. Synthèse d'une étude de dossiers ouverts entre le 01.01.1985 et le 31.12.1995 devant les juridictions répressives du ressort de la Cour d'appel de Liège », Revue de Droit Pénal et de Criminologie, Bruxelles, La Charte, vol. 11, no 80,‎ novembre 2000, p. 1014-1033 (ISSN 0035-4384, hdl 2268/57818, lire en ligne)
- « Responsabilité pénale et faute pénale », Revue Médicale de Liège, Liège, Hôpital de Bavière, vol. 56,‎ 2001, p. 41-58 (ISSN 0370-629X, PMID 11256138, hdl 2268/57820, lire en ligne)
- « Problèmes liés à l'accès du dossier médical en rapport avec le projet de loi Aelvoet », Ethica Clinica, Fédération des Institutions Hospitalières de Wallonie,‎ 2001, p. 10-15 (ISSN 1372-7974, hdl 2268/57823, lire en ligne)
- « L'expertise pénale en matière de responsabilité médicale », Revue Belge du Dommage Corporel et de Médecine Légale: Consilio Manuque, Louvain-la-Neuve, Anthemis, vol. 28,‎ 2001, p. 83-93 (ISSN 2030-2568, hdl 2268/57821, lire en ligne)
- « Applications médico-légales de la loi du 26 juin 1990 », Revue Trimestrielle de Droit Familial,‎ 2003 (ISSN 0779-4711, hdl 2268/56507, lire en ligne)
- Avec Isabelle Tortolani, Delphine Gayetot, Anne-Françoise Donneau et Marc Ansseau, « L'augmentation des hospitalisations contraintes : un constat préoccupant », Acta Psychiatrica Belgica, Namur, Société royale de médecine mentale de Belgique, vol. 108,‎ 2008, p. 11-19 (ISSN 0300-8967, hdl 2268/68311, lire en ligne)
- Avec Éric Lemaire, Carl Schmidt, Raphael Denooz et Corinne Charlier, « Approche globale de la redistribution post-mortem de substances psychoactives : résultats préliminaires », Acta Clinica Belgica, Bruxelles, vol. 68, no 6,‎ 2013, p. 469 (ISSN 0001-5512, hdl 2268/159597, lire en ligne)
- (en) Avec Jessica Dekeirsschieter, Christine Frederickx, François J. Verheggen et Éric Haubruge, « Forensic Entomology Investigations From Doctor Marcel Leclercq (1924–2008): A Review of Cases From 1969 to 2005 », Journal of Medical Entomology, vol. 50, no 5,‎ 1er septembre 2013, p. 935–954 (ISSN 0022-2585 et 1938-2928, DOI 10.1603/ME12097, lire en ligne)
- (en) Avec Éric Lemaire, Carl Schmidt, Raphael Denooz et Corinne Charlier, « Global multi-site (Subclavian, femoral and popliteal) and time-dependent evaluation of post-mortem redistribution of psychoactive drugs: Preliminary results », Journal de Médecine Légale, Paris, Masson, vol. 57, no 4,‎ 2014, p. 51-58
- (en) Avec Éric Lemaire, Carl Schmidt, Raphael Denooz et Corinne Charlier, « Popliteal Vein Blood Sampling and the Postmortem Redistribution of Diazepam, Methadone, and Morphine », Journal of Forensic Sciences (en), vol. 61, no 4,‎ juillet 2016, p. 1017–1028 (ISSN 0022-1198 et 1556-4029, PMID 27364283, DOI 10.1111/1556-4029.13061, lire en ligne)
- (en) Avec Éric Lemaire, Carl Schmidt, Raphael Denooz et Corinne Charlier, « Postmortem Concentration and Redistribution of Diazepam, Methadone, and Morphine with Subclavian and Femoral Vein Dissection/Clamping », Journal of Forensic Sciences, vol. 61, no 6,‎ novembre 2016, p. 1596–1603 (ISSN 0022-1198 et 1556-4029, PMID 27792239, DOI 10.1111/1556-4029.13213, lire en ligne)
- (en) Avec Éric Lemaire, Carl Schmidt, Nathalie Dubois, Raphael Denooz et Corinne Charlier, « Site‐, Technique‐, and Time‐Related Aspects of the Postmortem Redistribution of Diazepam, Methadone, Morphine, and their Metabolites: Interest of Popliteal Vein Blood Sampling », Journal of Forensic Sciences, vol. 62, no 6,‎ novembre 2017, p. 1559–1574 (ISSN 0022-1198 et 1556-4029, DOI 10.1111/1556-4029.13404, lire en ligne)
- Avec Audrey Clessens, Aurélien Partoune et Serge Garcet, « Analyse médico-légale du profil socio-économique de victimes féminines de violences conjugales en région liégeoise selon la gravité des blessures subies », Revue Médicale de Liège, Liège, Université de Liège,‎ mars 2021, p. 173-178 (ISSN 0370-629X, PMID 33682386)